# Ozodicera jesseana
Ozodicera jesseana är en tvåvingeart som beskrevs av Alexander 1945. Ozodicera jesseana ingår i släktet Ozodicera och familjen storharkrankar. Inga underarter finns listade i Catalogue of Life.